# Villadia
Villadia ist eine Pflanzengattung in der Familie der Dickblattgewächse (Crassulaceae). Der botanische Name der Gattung ehrt den mexikanischen Arzt und Naturforscher Manuel María Villada (1841–1924).

## Beschreibung

### Vegetative Merkmale
Die Arten der Gattung Villadia sind kahle ausdauernde krautige Pflanzen oder Kleinsträucher mit verdickt-spindelförmigen oder faserigen Wurzeln. Sie erreichen Wuchshöhen von 5 bis 60, selten bis zu 90 Zentimetern und verzweigen sich von unten bis zur Mitte reichlich. Bei den als Kleinsträuchern wachsenden Arten sind die Sprossachsen meist aufrecht sowie weitgehend verholzt und ausdauernd. Bei den polsterbildenden Arten sind die Sprossachsen krautig, nur an der Basis verholzt und mehr oder weniger niederliegend-aufsteigend.
Die wechselständig angeordneten Laubblättern sind meist etwas ausgebreitet bis aufsteigend und geformt. Sie sind meist etwas stielrund-pfriemlich und gerade, spitz oder stumpf und an der Basis mehr oder weniger deutlich gespornt. Ihre meist kahle, und mehr oder weniger grüne Blattspreite ist bei einer Länge von meist 6 bis 23 (3 bis 40) Millimetern sowie einer Breite von meist 1,5 bis 3 (selten 1 bis 15) Millimetern etwas länglich bis linealisch.

### Generative Merkmale
Der mehr oder weniger aufrechte Blütenstand ist eine Ähre, Traube oder meist Thyrse und ist 2 bis 20, selten bis zu 40 Zentimeter lang. Die Blütenstiele sind fast fehlend oder sehr kurz.
Die Blüten sind fünfzählig (selten vierzählig) und obdiplostemon. Die meist grünen, fast freien, meist nahezu gleichen Kelchblätter sind aufsteigend bis etwas ausgebreitet, mehr oder weniger länglich lanzettlich oder länglich-eiförmig mit stumpfem oder spitzem oberen Ende. Die Blütenkrone ist verschiedenartig geformt, an der Basis häufig fünfkantig und besitzt Durchmesser von 3 bis 9 Millimetern. Die meist weißlichen bis rosafarbenen Kronblätter sind mehr oder weniger eiförmig bis elliptisch-länglich und dorsal häufig gekielt. Sie sind 3 bis 6 Millimeter (selten bis 9 Millimeter) lang und 1,2 bis 2 Millimeter (selten bis zu 3 Millimeter) breit. Die Blütenröhre ist 0,5 bis 1,6 Millimeter (selten bis zu 4 Millimeter) lang.
Die Frucht ist eine Balgfrucht. Die mehr oder weniger braunen Samen sind etwas spindelförmig. Ihre Samenschale ist zentral-papillös.

## Systematik und Verbreitung
Die Erstbeschreibung erfolgte 1903 durch Joseph Nelson Rose.
Die Gattung Villadia ist im Süden der Vereinigten Staaten, in Mexiko, Guatemala und Peru verbreitet, wo sie in Gebirgs- und Hochlandregionen vorwiegend auf felsigen Standorten wachsen.
Nach Joachim Thiede besteht die Gattung Villadia aus den Arten:
- Villadia acuta Moran & C.H.Uhl
- Villadia albiflora (Hemsl.) Rose
- Villadia aperta Moran & C.H.Uhl
- Villadia aristata Moran
- Villadia cucullata Rose
  - Villadia cucullata subsp. apiculata Moran & C.H.Uhl 
  - Villadia cucullata subsp. cucullata
- Villadia diffusa Rose
- Villadia dyvrandae (Raym.-Hamet) Baehni & J.F.Macbr.
- Villadia imbricata Rose
- Villadia incarum (Ball) Baehni & J.F.Macbr.
- Villadia laxa Moran & C.H.Uhl
- Villadia minutiflora Rose
- Villadia misera (Lindl.) R.T.Clausen
- Villadia nelsonii Rose
- Villadia painteri Rose
- Villadia patula Moran & C.H.Uhl
- Villadia pringlei Rose
- Villadia recurva Moran, Kimnach & C.H.Uhl
- Villadia squamulosa Rose
- Villadia stricta Rose
- Villadia virgata (Diels) Baehni & J.F.Macbr.

## Nachweise